# Tillandsia guenther-nolleri
Tillandsia guenther-nolleri är en gräsväxtart som beskrevs av Renate Ehlers. Tillandsia guenther-nolleri ingår i släktet Tillandsia och familjen Bromeliaceae. Inga underarter finns listade i Catalogue of Life.